# 3343 Nedzel
3343 Nedzel este un asteroid din centura principală, descoperit pe 28 aprilie 1982 de Laurence Taff.